# Heures de Jeanne Ire de Castille
Les Heures de Jeanne Ire de Castille, appelées aussi parfois Heures Rothschild de Londres, est un livre d'heures enluminé du XVIe siècle, conservé à la British Library de Londres sous la cote Add. Ms. 35313. Ce manuscrit ne doit pas être confondu avec un autre livre d'heures de Jeanne de Castille aussi conservé à la British Library sous la cote Add.18852.

## Auteurs
Les miniatures des Heures de la Vierge et des Heures de la Croix, ainsi que celles du calendrier sont attribuées au Maître des Heures de Jacques IV d'Écosse, généralement identifié à Gerard Horenbout, l'un des meilleurs enlumineurs flamands du XVIe siècle. Les miniatures des suffrages des Saints ainsi que des prières sont attribuées au Maître de l'Ancien Livre de prières de Maximilien et à son atelier, cet artiste étant généralement identifié à Sanders ou Alexander Bening. L’identité des patrons de ces deux ateliers nous amène à penser que l'œuvre  fut réalisée dans la ville de Gand.
Gérard Horenbout et son atelier réalisèrent 38 miniatures du codex, et probablement aussi le calendrier. La famille Horenbout a donné son nom à de nombreux artistes ayant tous vécu et produit à Gand, entre le XVe et le XVIIe siècle. Gérard fut reçu en qualité de maître dans la corporation des peintres de la ville, en 1487 et, en 1515, nommé peintre de cour et aide de chambre de Marguerite d'Autriche.
Bening et son atelier se chargèrent des 37 autres miniatures, 24 d'entre elles réalisées à demi-page. Bien qu'on conserve fort peu de documents relatifs à son œuvre, on sait qu'il intégra la corporation des peintres et sculpteurs de Saint Luc et Saint Jean de Gand, en 1463, qu'il vécut à Gand et effectua des voyages fréquents à Bruges pour vendre ses œuvres.

## Description et contenu

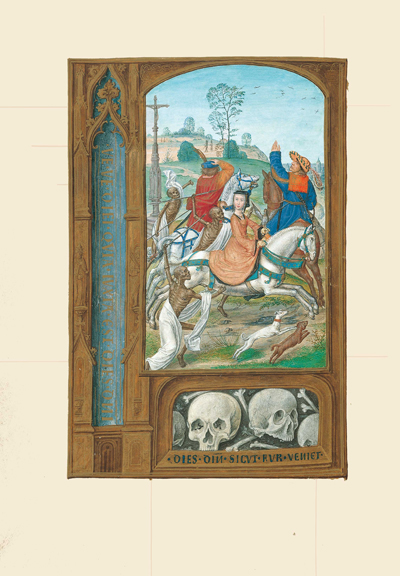
Heures de Jeanne Ire de Castille, f. 158v

Les miniatures se caractérisent par leur réalisme tridimensionnel et leur grande sophistication, spécialement repérable dans celles qui illustrent le cycle de la Passion. La charge émotionnelle exprimée au niveau des visages, la vivacité et le réalisme des scènes enluminées, font de ce codex une des œuvres les plus impressionnantes de l'art flamand.

### Le Calendrier
La mise en page du calendrier du Livre d’heures de Jeanne Ire de Castille se caractérise par une série d'images qui entourent le texte de chaque mois, où apparaissent les lettres KL (calendes), comme dans la majorité des calendriers manuscrits médiévaux, et un ensemble de colonnes constituées de nombres, de lettres et de texte. Ce calendrier souligne l'importance des diverses fêtes, en utilisant de l’encre rouge pour écrire le nom du saint, tandis que les moins importantes apparaissent en noir. Chaque folio du calendrier présente un mois, et le cadre architectonique et les médaillons insérés sont ceux habituellement retenus par l'école de Gand et celle de Bruges. Dans la partie inférieure, comme c’est l’habitude dans les livres d’heures, on illustre une activité propre à la période de l'année, en relation avec le mois concerné.

### Les Heures de la Croix et celles de la Vierge
Les parties les plus innovatrices de ce manuscrit très abondamment enluminé, se trouvent dans deux cycles iconographiques différents, les Heures de la Croix et celles de la Vierge. Les Heures de la Croix présentent quatorze miniatures, regroupées deux par deux, qui renvoient au récit de la Passion du Christ, depuis l'entrée à Jérusalem jusqu'à la sainte mise au tombeau. Celles de la Vierge contiennent huit ensembles de deux miniatures regroupées sur deux pages. Le plus souvent, on place un épisode de la vie de la Vierge – à partir de l'Annonciation, pour arriver au Couronnement –, près d’un épisode de l'Ancien Testament en rapport avec lui. Ces deux cycles sont ceux qui contiennent les meilleures miniatures du codex. L’artiste y réduit au minimum la place du texte, parfois avec seulement deux bases d’écriture, afin d’offrir le plus grand espace possible à l'enluminure. L'uniformité du style retenu pour les marges contribue à donner de la continuité et une unité visuelle à ces insertions.

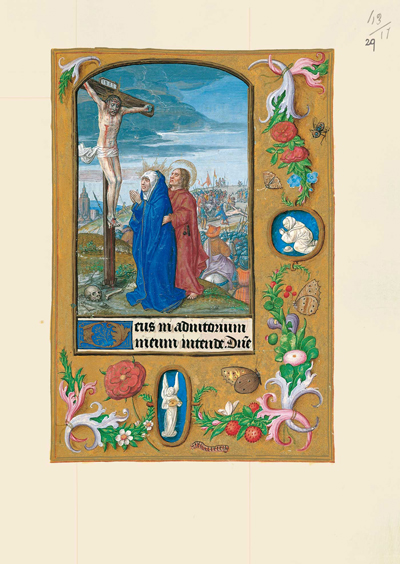
Heures de Jeanne Ire de Castille, f. 29r

## Propriétaires
L'Office des Défunts contient une version d'une composition peu fréquente incluse dans les Heures de Marie de Bourgogne conservées à Berlin, qui montre Marie à cheval, dans la « légende des trois vifs et des trois morts ». Cette miniature pourrait indiquer que le livre fut commandé pour une femme, ou pour quelqu'un qui aurait pu avoir une relation de proximité avec la duchesse de Bourgogne. La somptuosité du manuscrit nous indique qu'il s’agit là d’une commande royale. La présence de saint Célédoine, saint Ildefonse et saint Isidore laisse penser que l'œuvre a été réalisée pour un membre de la famille royale espagnole. Les références à saint Jean-Baptiste, saint Jean l’Évangéliste, saint Ildefonse et saint Isidore évoquent Jeanne Ire de Castille, Jeanne la Folle.
Vers le milieu du XIXe siècle, le livre fit partie de la collection de Ferdinand James Anselm de Rothschild (1839-1898), baron de Rothschild, une bibliothèque à laquelle a appartenu aussi l’ouvrage connu sous le nom de Livre de prières de Rothschild, également peint par Gérard Horenbout. L'héritage du baron stipulait que, à son décès, les Heures de Jeanne Ire de Castille reviendrait au Musée britannique.